# Murchison (Texas)
Murchison è un centro abitato degli Stati Uniti d'America situato nella contea di Henderson dello Stato del Texas.
La popolazione era di 594 persone al censimento del 2010.

## Geografia fisica
Murchison è situata a 32°16′42″N 95°45′19″W (32.278405, -95.755179).
Secondo lo United States Census Bureau, ha un'area totale di 1,6 miglia quadrate (4.1 km²).

## Società

### Evoluzione demografica
Secondo il censimento del 2000, c'erano 592 persone, 217 nuclei familiari e 161 famiglie residenti nella città. La densità di popolazione era di 373,9 persone per miglio quadrato (144,7/km²). C'erano 238 unità abitative a una densità media di 150,3 per miglio quadrato (58,2/km²). La composizione etnica della città era formata dal 94,93% di bianchi, lo 0,17% di afroamericani, lo 0,51% di nativi americani, lo 0,17% di asiatici, il 3,55% di altre razze, e lo 0,68% di due o più etnie. Ispanici o latinos di qualunque razza erano il 6,08% della popolazione.
C'erano 217 nuclei familiari di cui il 31,3% aveva figli di età inferiore ai 18 anni, il 60,8% aveva coppie sposate conviventi, il 10,6% aveva un capofamiglia femmina senza marito, e il 25,8% erano non-famiglie. Il 21,7% di tutti i nuclei familiari erano individuali e il 14,7% aveva componenti con un'età di 65 anni o più che vivevano da soli. Il numero di componenti medio di un nucleo familiare era di 2,73 e quello di una famiglia era di 3,14.
La popolazione era composta dal 29,9% di persone sotto i 18 anni, l'8,8% di persone dai 18 ai 24 anni, il 23,3% di persone dai 25 ai 44 anni, il 24,2% di persone dai 45 ai 64 anni, e il 13,9% di persone di 65 anni o più. L'età media era di 35 anni. Per ogni 100 femmine c'erano 87,9 maschi. Per ogni 100 femmine dai 18 anni in giù, c'erano 82,0 maschi.
Il reddito medio di un nucleo familiare era di 33.281 dollari e quello di una famiglia era di 36.071 dollari. I maschi avevano un reddito medio di 30.938 dollari contro i 17.500 dollari delle femmine. Il reddito pro capite era di 14.986 dollari. Circa il 15,7% delle famiglie e il 20,0% della popolazione erano sotto la soglia di povertà, incluso il 28,3% di persone sotto i 18 anni e il 23,5% di persone di 65 anni o più.